# Propedies martini
Propedies martini är en insektsart som beskrevs av Ronderos och Sanchez 1983. Propedies martini ingår i släktet Propedies och familjen gräshoppor. Inga underarter finns listade i Catalogue of Life.